# 西宮市立神原小学校
西宮市立神原小学校（にしのみやしりつ かんばらしょうがっこう）は、兵庫県西宮市神原に所在する公立小学校。

## 沿革
- 1976年（昭和51年）4月1日 - 西宮市立大社小学校および西宮市立甲陽園小学校から分離して開校
- 1976年（昭和51年）6月6日 - この日を創立記念日とする
- 2007年（平成19年）3月6日 - 創立30周年記念時計塔の除幕式を挙行。30周年記念誌を発行[1]

## 通学区域
- 奥畑（1～7番）、結善町、名次町、北名次町、神原（1～13番）、神園町（1･2番）、獅子ケ口町、大社町（3～6番･11･12番）[2]

※卒業後は基本的に西宮市立大社中学校若しくは西宮市立上ケ原中学校に進学する。

## 主な関係者

### 出身者
- 福王和幸 - ワキ方福王流能楽師

### 教職員
- 岡田淳 - 児童文学作家。図画工作専科の教師として勤めていた[3]

## 通学区域が隣接している学校
- 西宮市立甲陽園小学校
- 西宮市立広田小学校
- 西宮市立大社小学校
- 西宮市立安井小学校
- 西宮市立夙川小学校
- 西宮市立北夙川小学校
- 西宮市立苦楽園小学校